# Женска репрезентација Шведске у хокеју на леду
Женска репрезентација Шведске у хокеју на леду (швед. Sveriges damlandslag i ishockey) национални је тим у хокеју на леду који представља Краљевину Шведску на такмичењима на међународној сцени. Делује под ингеренцијама Хокејашког савеза Шведске који је пуноправни члан Међународне хокејашке федерације. Надимак репрезентације је Дамкронорна или Женске круне (швед. Damkronorna).